# Alcantarilla Fútbol Sala
Alcantarilla Fútbol Sala, más conocido como Papeles Beltrán Alcantarilla por razones de patrocinio, fue un equipo de fútbol sala profesional español, con sede en Alcantarilla, Región de Murcia.
El club estuvo presente en la Liga Nacional de Fútbol Sala desde 1993, cuando ascendió a División de Honor. A lo largo de su historia, consiguió un campeonato de fase regular en la temporada 1995/96. En 1996 desapareció por problemas económicos.

## Historia
El equipo nació en 1993 a partir del Construcciones Juan León, formación de Cieza que ascendió a División de Honor en la temporada 1992/93. Su estreno se produjo en la campaña 93/94 con el nombre Linasa Alcantarilla, y en su debut llegó hasta la segunda fase por el título. El club estuvo bajo las órdenes del entrenador brasileño Paulo Eduardo de Jesús "Padú". En la temporada 1994/95 el club fue patrocinado por la empresa local Papeles Beltrán, nombre con el que se dio a conocer en el fútbol sala español. Alcantarilla volvió a finalizar la campaña en la segunda fase por el título, sin opciones de meterse en los playoff. 
Sin embargo, su suerte mejoró en el curso 1995/96, con la introducción de una única fase y eliminatorias. Los murcianos finalizaron la liga regular en primera posición, con un récord de 95 puntos, y llegaron hasta semifinales, donde cayeron ante el Toledart. A mediados de la temporada, el club cambió su sponsor y pasó a ser Recreativos Orenes Alcantarilla. A final de la temporada, el club se quedó sin patrocinadores y no pudo hacer frente a los costes, por lo que no participó en División de Honor 1996/97 y desapareció.
Pese a su breve existencia, el equipo contó con internacionales destacados como Cupim, Marcelo Serpa, Carlos Sánchez y Paulinho. Además, también acogió a jugadores que más tarde destacaron en el fútbol tradicional. El brasileño Gilberto da Silva Melo llegó con 17 años al club murciano, donde permaneció una temporada, y después regresó a su país para firmar un contrato profesional con el Flamengo. Da Silva terminó siendo internacional por la selección absoluta de Brasil, y participó en el Mundial de fútbol de 2010.